# Graptopetalum
Graptopetalum ist eine Pflanzengattung aus der Familie der Dickblattgewächse (Crassulaceae). Der botanische Name leitet sich von den griechischen Worten γραπτός (graptos) für geschrieben, gemalt und πέταλον (petalon) für Kronblatt her und verweist auf die in der Regel gefleckten Kronblätter.
Synonyme der Gattung sind Byrnesia Rose, Tacitus Moran und ×Tacipetalum C.H.Uhl.

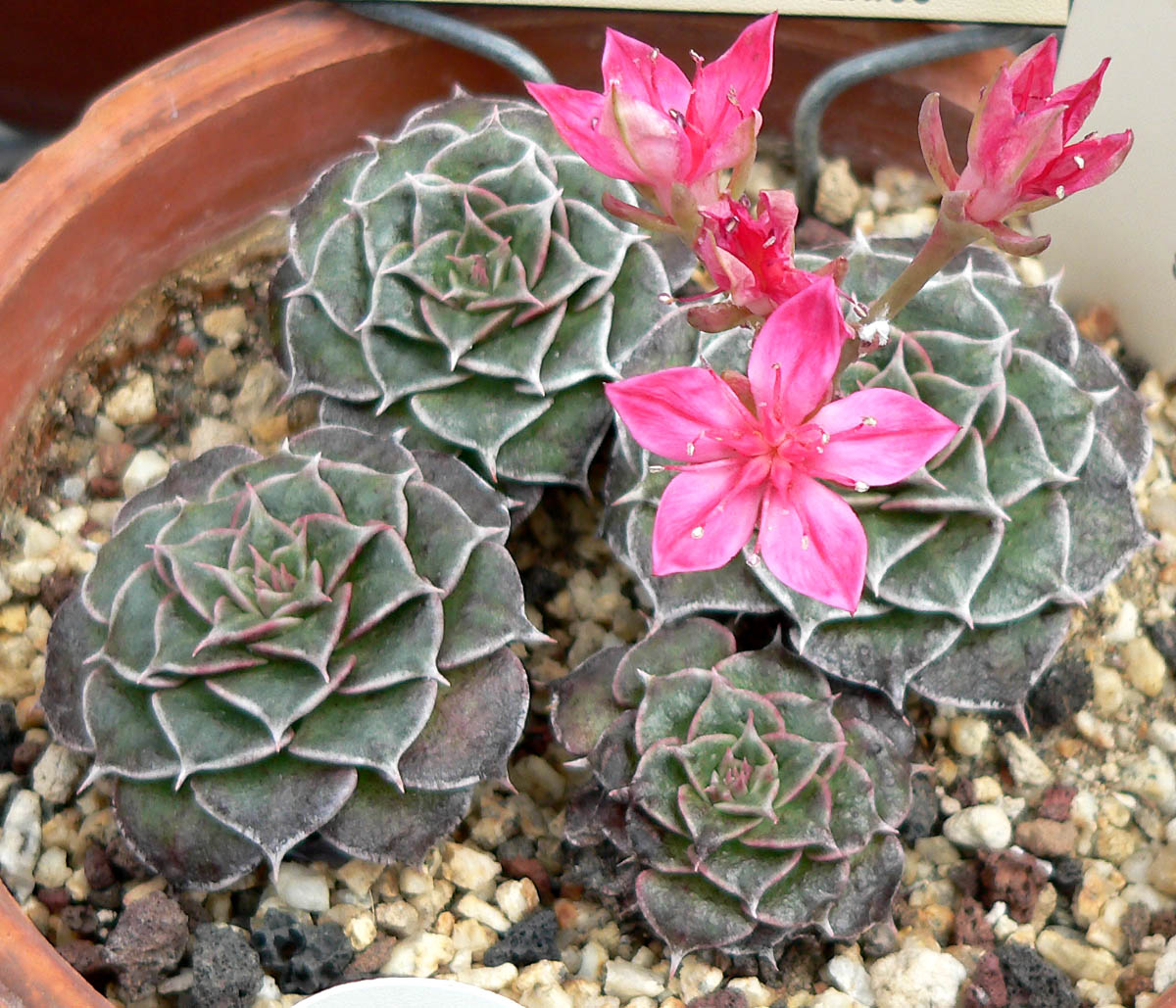
Graptopetalum bellum

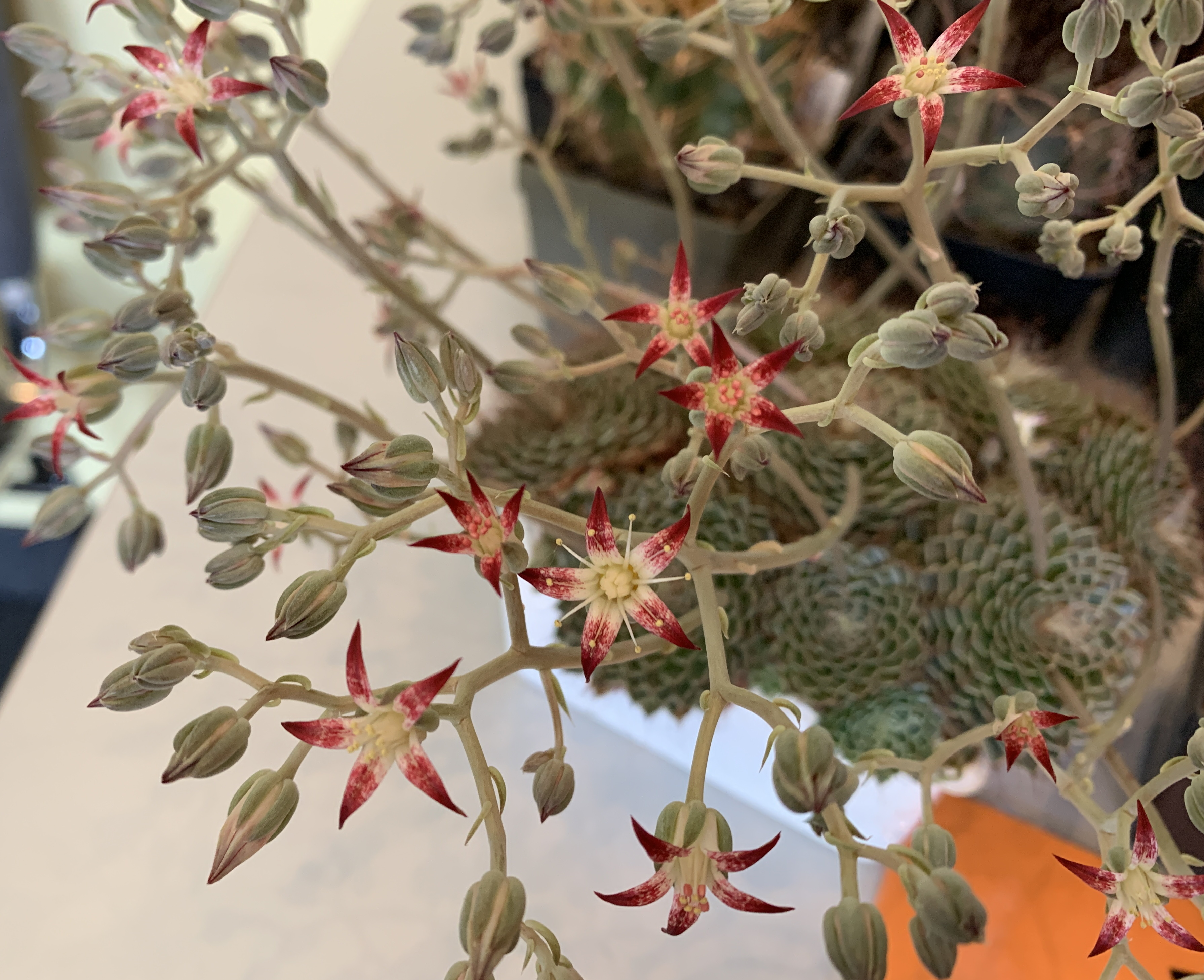
Graptopetalum filiferum, Blütenstand und Einzelblüten

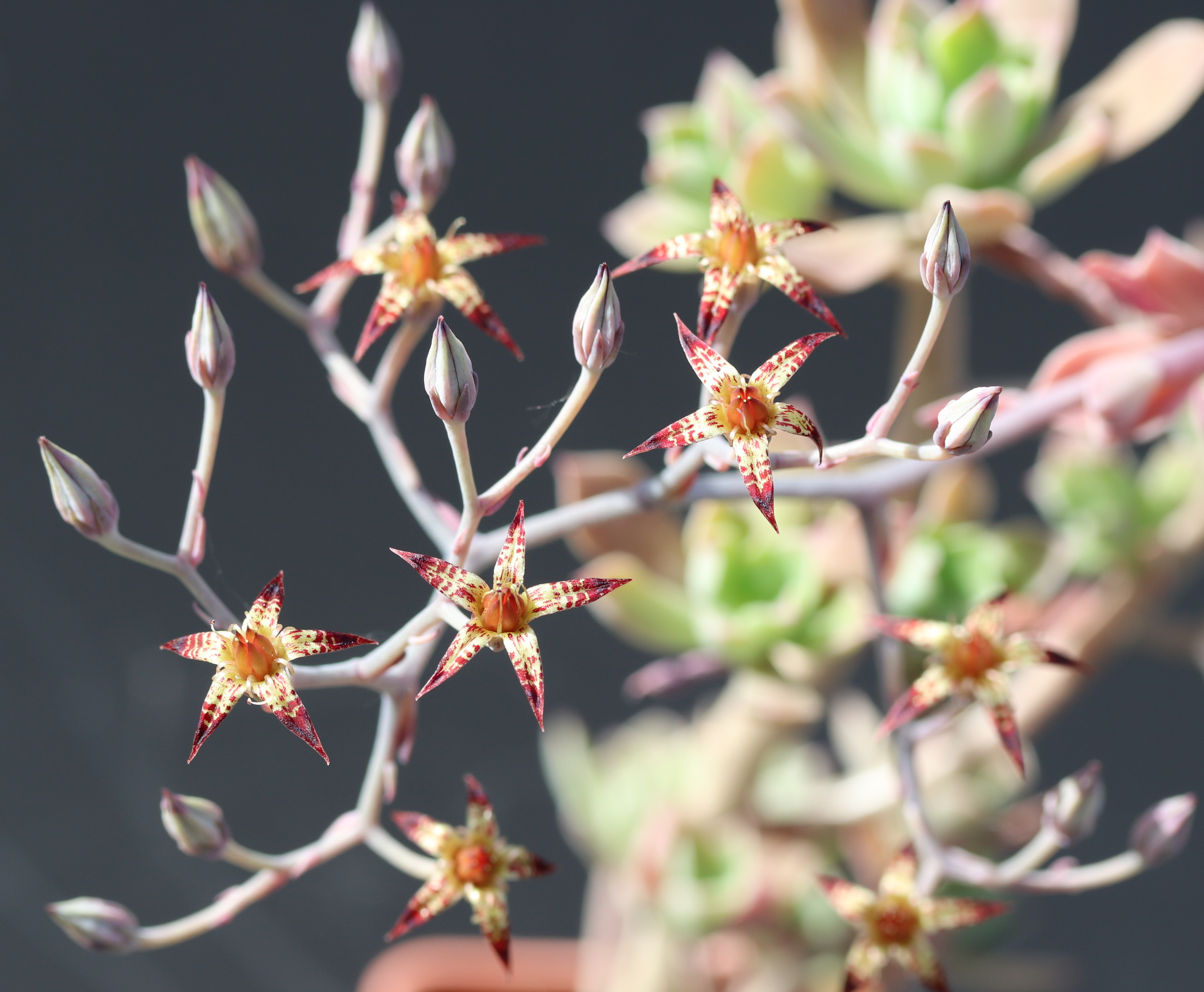
Graptopetalum fruticosum, Blüten

## Beschreibung
Graptopetalum sind wintergrüne ausdauernde krautige Pflanzen oder Sträucher, die Wuchshöhen von 25 bis 35 Zentimetern erreichen. Sie sind nicht vivipar. Die Pflanzenteile sind kahl oder papillös. Die Chromosomenzahl beträgt n = 30–35.
Die Sprossachsen stehen aufrecht. Sie sind sukkulent und verzweigt oder unverzweigt.
Die basalen Laubblätter stehen in dichten Rosetten, die oberen Blattrosetten hingegen bestehen nur aus vereinzelten kleineren Blättern. Alle Blätter sind ungestielt und fast stängelumfassend. Die sukkulente Spreite ist bei einer Länge von 2 und 10 Zentimetern keilförmig, rhombisch-lanzettlich oder verkehrt-eiförmig. Der Blatt-Querschnitt ist flach oder abgeflacht rund. Die Basis ist nicht gespornt. Der Blattrand ist ganzrandig.
Die flachen oder rispenförmigen Blütenstände sind achselständige Trugdolden, die die Blattrosetten deutlich überragen. Die Blütenstandsachsen wachsen jährlich neu aus. Die übelriechenden Blüten sind gestielt und fünf- bis achtzählig. Die Kelchblätter sind nicht verwachsen und mehr oder weniger gleich groß. Die Kronblätter an der Basis verwachsen und sind gespreizt oder ab der Mitte leicht zurückgebogen. Die Farbe ist zumeist blass-gelb mit irregulären Flecken und in der distalen Hälfte rot streifig. Die Nektarien sind fächerartig. Die Staubblätter sind doppelt so viel wie die Kelchblätter. Die Staubfäden sind mit der Kronenbasis verwachsen und an der Spitze zurückgebogen. Der Stempel ist aufrecht und basal verwachsen. Der Fruchtknoten ist basal verengt, der Griffel ist zweimal kürzer als der Fruchtknoten.
Die Balgfrüchte sind meistens aufrecht. Die Samen sind schmal eiförmig, fein gerillt und papillös.

## Systematik
Die Gattung Graptopetalum ist mit zwei Arten (Graptopetalum bartramii und Graptopetalum rusbyi) im US-Bundesstaat Arizona und mit allen anderen Arten in Mexiko von Sonora und Chihuahua bis Oaxaca an Felsstandorten bis in Höhenlagen von 2400 Metern verbreitet.
Sie wurde 1911 von Joseph Nelson Rose aufgestellt. Die Typusart der Gattung ist Graptopetalum pusillum. Einige Arten der Gattung waren bereits vor 1911 in anderen Gattungen (Pachyphytum, Sedum, Cotyledon) beschrieben und wurden später zu Graptopetalum umkombiniert.
Nach Joachim Thiede werden folgende Arten unterschieden:
- Sektion Byrnesia (Rose) Moran
  - Graptopetalum amethystinum (Rose) E.Walther: Sie kommt in den mexikanischen Bundesstaaten Durango, Sinaloa und Jalisco vor.[2]
  - Graptopetalum fruticosum Moran: Sie kommt in den mexikanischen Bundesstaaten Colima und Jalisco vor.[3]
  - Graptopetalum grande Alexander: Sie kommt in den mexikanischen Bundesstaaten Guerrero, Oaxaca und Chiapas vor.[3]
  - Graptopetalum mendozae Glass & Chazaro: Sie wird auch als Sedum mendozae (Glass & Cházaro) V.V.Byalt in die Gattung Sedum gestellt. Sie kommt im mexikanischen Bundesstaat Veracruz vor.[3]
  - Graptopetalum pachyphyllum Rose: Sie kommt im nordöstlichen Mexiko vor.[3]
  - Graptopetalum paraguayense (N.E. Br.) E. Walther (Syn.: Byrnesia weinbergii (T.B.Sheph.) Rose, Sedum weinbergii (T.B.Sheph.) A.Berger): Sie umfasst die Unterarten:
    - Graptopetalum paraguayense subsp. paraguayense
    - Graptopetalum paraguayense subsp. bernalense Kimnach & Moran

  - Graptopetalum pentandrum Moran: Sie kommt in den mexikanischen Bundesstaaten Jalisco und Michoacán vor.[3] Es gibt zwei Unterarten:
    - Graptopetalum pentandrum Moran subsp. pentandrum
    - Graptopetalum pentandrum subsp. superbum Moran

  - Graptopetalum saxifragoides Kimnach: Sie kommt in den mexikanischen Bundesstaaten Durango und Zacatecas vor.[3]
- Sektion Graptopetalum
  - Graptopetalum bartramii Rose: Sie kommt in den mexikanischen Bundesstaaten Chihuahua und Sonora und in Arizona in Höhenlagen von 1200 bis 2100 Metern vor.[4]
  - Graptopetalum bellum (Moran & Meyran) D.R.Hunt (Syn.: Tacitus bellus Moran & J.Meyrán): Sie kommt im mexikanischen Bundesstaat Chihuahua vor.[2]
  - Graptopetalum filiferum (S.Watson) Whitehead: Sie kommt in den mexikanischen Bundesstaaten Sonora, Sinaloa und Chihuahua vor.[3]
  - Graptopetalum macdougallii Alexander: Sie kommt in Oaxaca vor.[3]
  - Graptopetalum marginatum Kimnach & Moran: Sie kommt im mexikanischen Bundesstaat Nayarit vor.[3]
  - Graptopetalum occidentale Rose ex Walther: Sie wird auch als Echeveria kimnachii J.Meyrán & Vega in die Gattung Echeveria gestellt.[3]
  - Graptopetalum pusillum Rose: Sie kommt in den mexikanischen Bundesstaaten Sonora, Chihuahua und Durango vor.[3]
  - Graptopetalum rusbyi (Greene) Rose: Sie kommt in den mexikanischen Bundesstaaten Chihuahua, Sonora und Sinaloa und darüber hinaus in Arizona vor. Die Art gedeiht besonders auf Felsen an Nordhängen.[4]

## Bilder

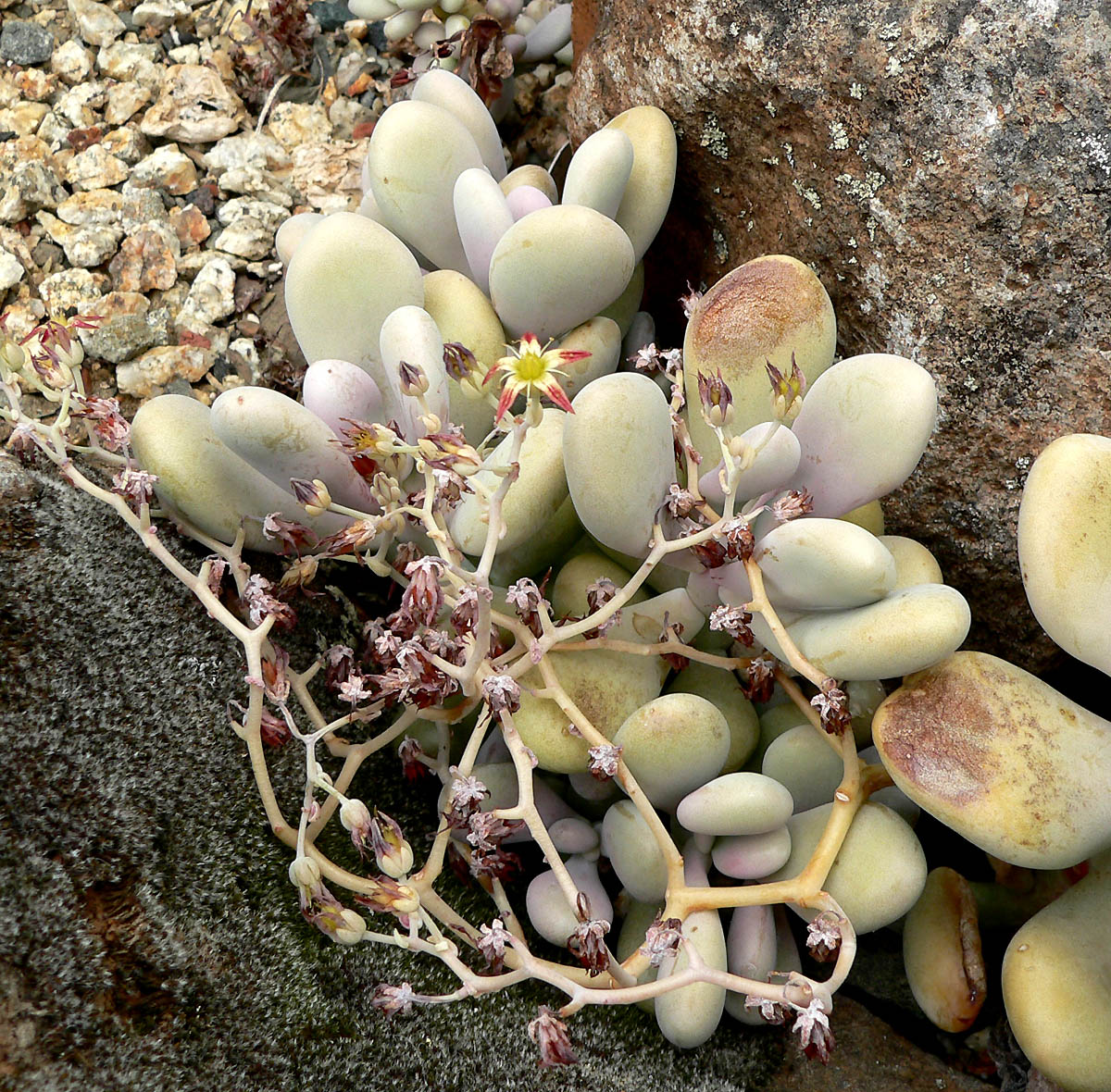
Graptopetalum amethystinum, Habitus
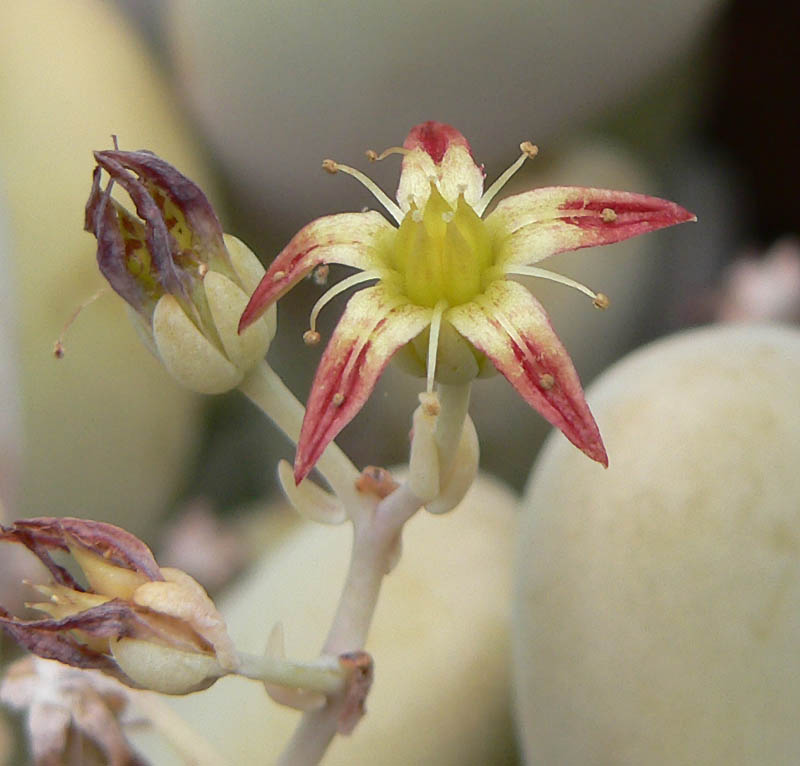
Graptopetalum amethystinum, Blüte
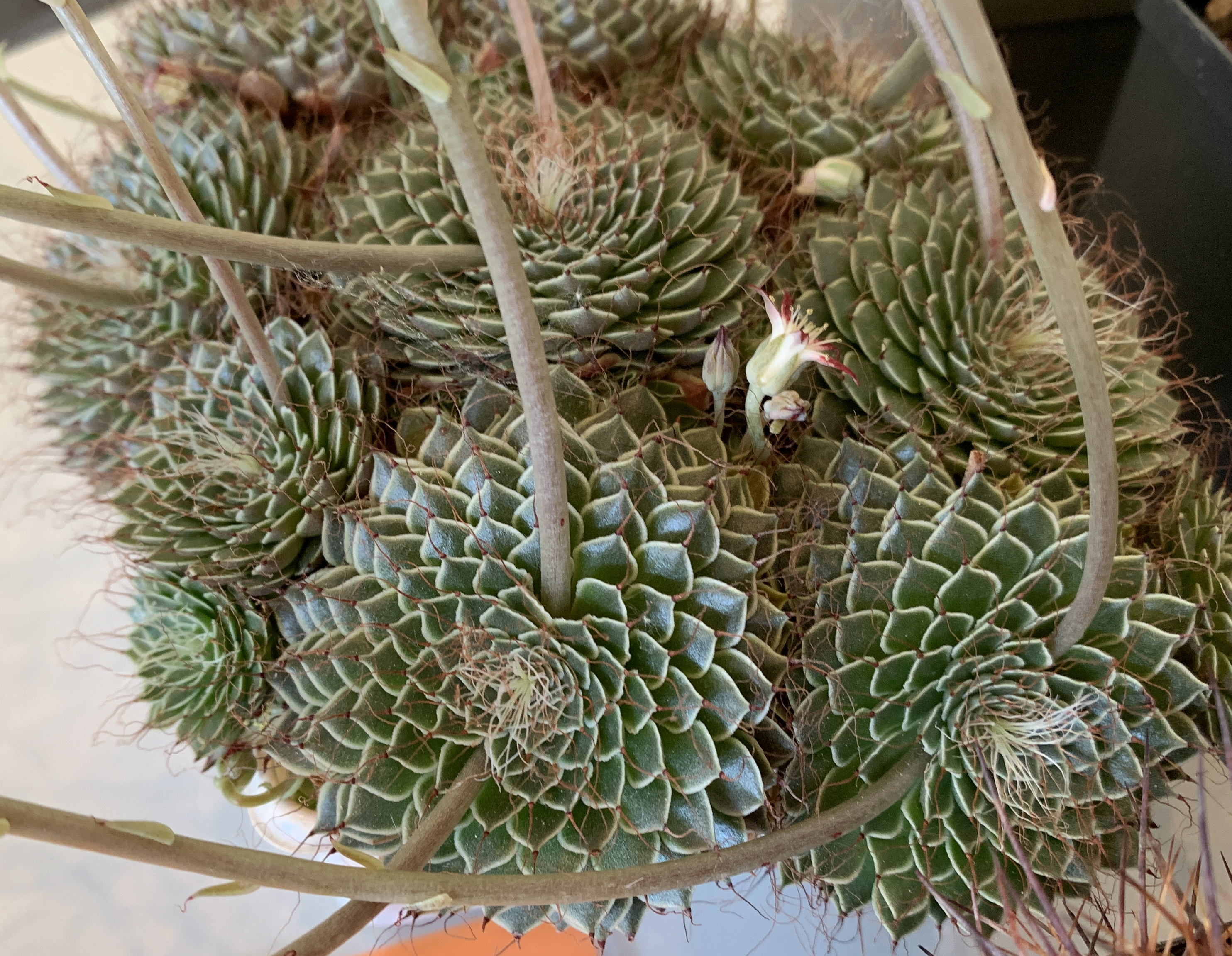
Graptopetalum filiferum, Habitus
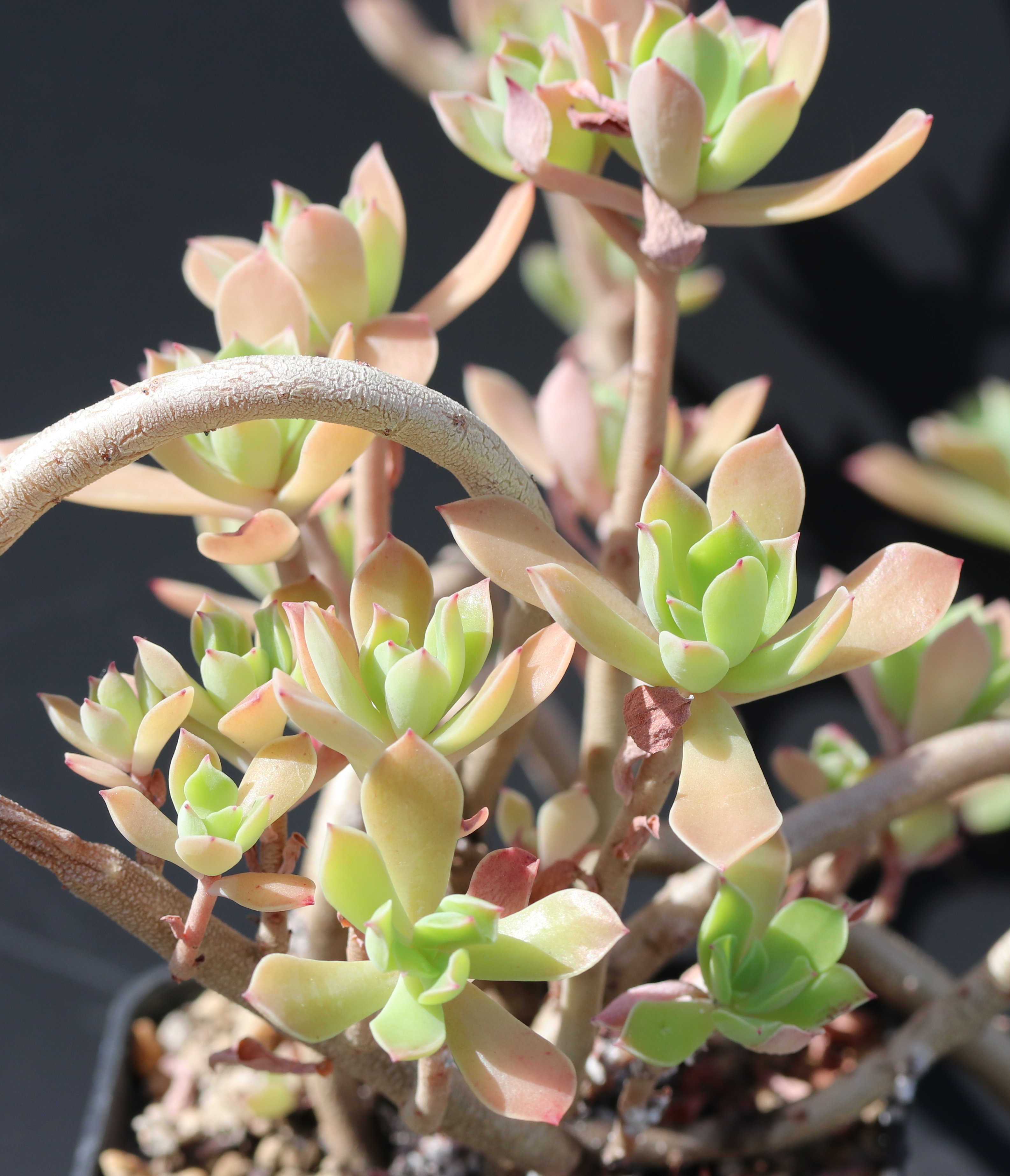
Graptopetalum fruticosum, Habitus
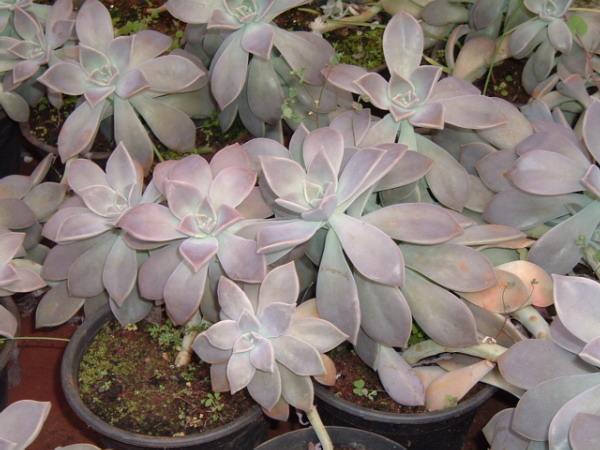
Graptopetalum paraguayense, Habitus
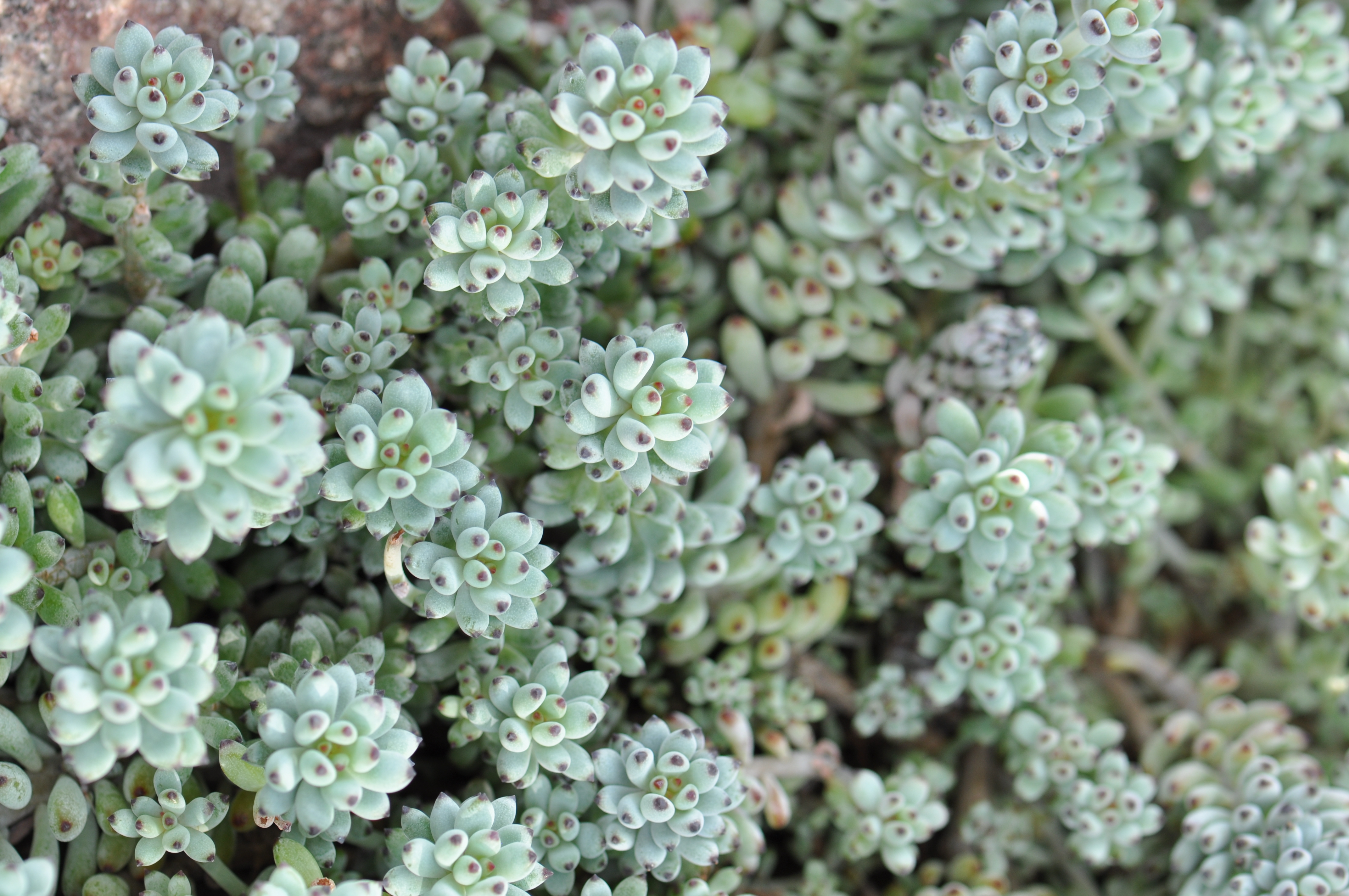
Graptopetalum pachyphyllum in der Sukkulenten-Sammlung Zürich